# Udsagnsled
Udsagnsled (på latin verballed eller blot verbal) er et af syntaksens (sætningsanalysens) vigtigste led, da en sætning ikke kan eksistere uden et udsagnsled. Udsagnsleddet består af et udsagnsord, som ofte er bøjet eller sammensat af flere ord.
I sætningsanalyse kan et udsagnsled markeres med en cirkel ("bolle" ◯). Huskereglen er, at man kan sætte "jeg", "du", "han", "hun", "den", "det", "vi", "I" og "de" foran et udsagnsled. Men det er måske nemmest bare at huske "jeg".
| Sprog | Spire Denne artikel om sprog er en spire som bør udbygges. Du er velkommen til at hjælpe Wikipedia ved at udvide den. |